# Articolo Uno
Articolo Uno (jusqu’en avril 2019 en italien : Articolo Uno - Movimento Democratico e Progressista, en français : Article 1er - Mouvement démocrate et progressiste, Art.1 - MDP) est un parti politique italien. Il a été lancé le 25 février 2017 à partir d'une scission du Parti démocrate. Il se définit alors comme un mouvement politique. Lors du congrès de Bologne les 6 et 7 avril 2019, il est officiellement transformé en parti et prend son nom actuel.
La nouvelle formation politique avait été présentée en 2017 à la Città dell'Altra economia, à Rome. Elle a été voulue par Roberto Speranza et Enrico Rossi, et également soutenue par Arturo Scotto (un ancien de Gauche italienne). Son nom complet était : « Articolo Uno - Movimento democratici e progressisti » », mais les médias l'appellent « Democratici e progressisti ». « Articolo 1 » fait référence à l'article 1er de la Constitution de la République italienne.
Le 28 février 2017, le nouveau mouvement constitue deux groupes parlementaires, un composé de 37 députés à la Chambre (20 en provenance du PD et 17 de la Gauche italienne), présidé par Francesco Laforgia, et un autre composé de 14 sénateurs au Sénat, présidé par Maria Cecilia Guerra.
En juin 2023, le parti fusionne dans le Parti démocrate.

## Historique

Logo de 2017 à 2019.

Le net échec lors du référendum constitutionnel de décembre 2016 précipite non seulement la fin du gouvernement Renzi qui démissionne peu après mais aussi une profonde crise interne au sein du Parti démocrate qui se divise sur les options à suivre (congrès, primaires, élections législatives dès que possible ou à l'échéance normale). Finalement, Matteo Renzi démissionne aussi de la direction le 19 février 2017 en confiant l'intérim à Matteo Orfini, afin de permettre le congrès et fixe les primaires du parti au 30 mai 2017. Andrea Orlando, Michele Emiliano et Renzi sont candidats à diriger le PD, mais cette décision provoque la scission de l'aile gauche, qui à l'exception notable d'Emiliano, quitte massivement le parti. Fin février, une vingtaine de députés dont Pier Luigi Bersani, Massimo D'Alema, Roberto Speranza, Enrico Rossi, Guglielmo Epifani et Vasco Errani quittent le groupe de même que 13 sénateurs, constituant de nouveaux groupes parlementaires. Le 25 février 2017, à la Città dell'Altra economia, à Rome, est présentée la nouvelle formation politique voulue par Roberto Speranza et Enrico Rossi, et soutenue par Arturo Scotto (un ancien de Gauche italienne).
Le 3 décembre 2017, le mouvement décidé de se présenter sous l'étiquette Libres et égaux lors des élections générales du 4 mars 2018, en association avec Gauche italienne et Possibile. Le candidat tête de liste choisi est Pietro Grasso.
Le 10 novembre 2018, la direction du mouvement décide d'abandonner le projet Libres et égaux et lance un appel à la construction d'un nouveau parti « rouge et vert », socialiste et écologique.
Les 6 et 7 avril 2019, il tient son congrès fondateur à Bologne, transforme le mouvement en parti politique et adopte le seul nom d’Articolo Uno. 
Peu après le député Francesco Laforgia ne renouvelle pas son adhésion à Articolo Uno et fonde, avec Luca Pastorino et d’autres membres de Libres et égaux, une association èViva qui appuie la liste La Sinistra, soit une nouvelle formation politique.